# 异硫氰酸酯

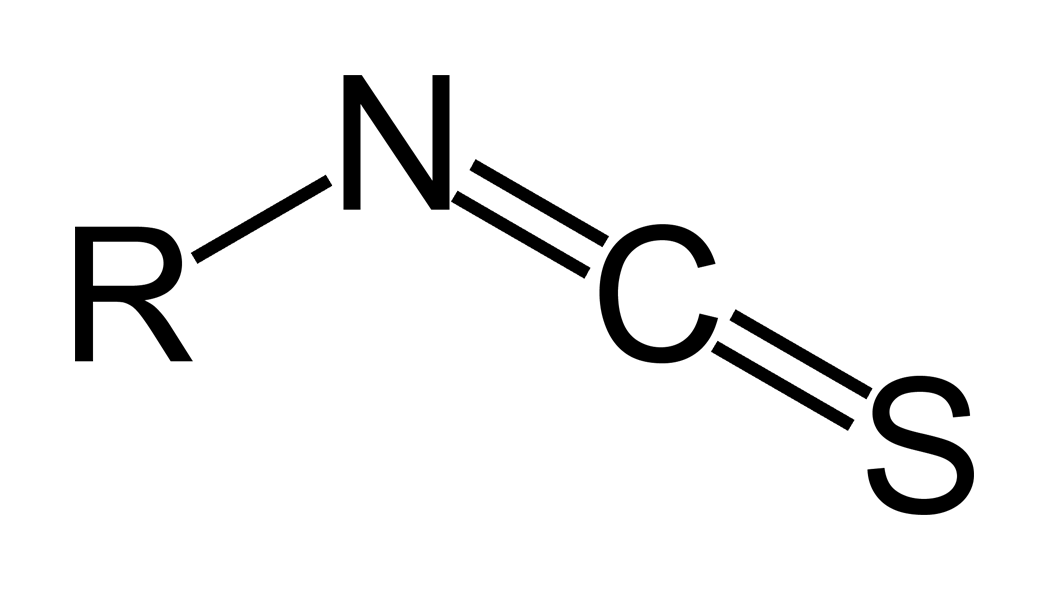
异硫氰酸酯的通式。

异硫氰酸酯（isothiocyanate）是一类通式为R-N=C=S的有机化合物，可看作是由异氰酸酯中的氧原子被硫替换后形成。
异硫氰酸盐是硫氰酸根（SCN−）用氮原子配位时生成的化合物（M-N=C=S）。它是硫氰酸盐的键合异构体。有时“异硫氰酸盐”也指“异硫氰酸酯”，比如异硫氰酸苯酯也被称作苯基异硫氰酸盐（Phenylisothiocyanate）。

## 合成
用伯胺与二硫化碳在碱性条件下发生加成，生成二硫代氨基甲酸盐后，用对甲苯磺酰氯处理，可以生成异硫氰酸酯。

## 反应
该官能团中，碳原子是亲电性的，可被亲核试剂进攻，使C=N键或C=S键打开：

对蛋白质N端进行氨基酸测序的埃德曼降解反应中，就是利用了异硫氰酸苯酯中碳原子的亲电性，使末端氨基酸的氨基与其反应，并最后脱落生成乙内酰苯硫脲：

## 性质
异硫氰酸烯丙酯是造成芥子油刺鼻气味的物质，也是調味料山葵中會刺激鼻竇造成辛辣感的物質。
近来研究表明，存在于十字花科植物中的某些异硫氰酸酯类物质，如异硫氰酸苯乙酯和莱菔硫烷，具有控制癌症和肿瘤生长的功效。苯并[a]芘和其他多环芳烃进入人体后，会被细胞色素P450氧化为致诱变性更强的环氧化合物，使其致癌性增强。异硫氰酸酯的存在可以抑制细胞色素对多环芳烃的氧化。

## 生理作用
硫腈酸酯在中性条件下可自动环化成恶唑烷硫酮(OZT)。硫氰酸酯、异硫氰酸酯、恶唑烷硫酮称为致甲状腺肿素。致甲状腺肿素优先与血液中碘结合，致使甲状腺素合成所需碘来源不足，导致甲状腺代偿性增生肿大。